# Incarvillea altissima
Incarvillea altissima là một loài thực vật có hoa trong họ Chùm ớt. Loài này được Forrest mô tả khoa học đầu tiên năm 1921.